# Cheshire (EP)
Cheshire är den sjätte EP-skivan av den sydkoreanska tjejgruppen Itzy, utgiven den 30 november 2022 av JYP Entertainment och Republic Records. Den innehåller fyra spår, däribland den engelskspråkiga singeln "Boys Like You" och ledsingeln "Cheshire".

## Bakgrund och utgivning
Den 21 oktober 2022 gav Itzy ut den engelskspråkiga singeln "Boys Like You" som föregick lanseringen av albumet. Den 7 november tillkännagav JYP Entertainment att Itzy skulle ge ut deras sjätte EP under namnet Cheshire den 30 november tillsammans med ett marknadsföringsschema. Den 9 november publicerades den första konceptfilmen för skivan. Den 16 november följde den andra konceptfilmen. Den 24 november annonserade låtlistan och "Cheshire" som skivans ledsingel. Dagen därpå publicerades en låtvideotrailer. Två förhandsvisningsklipp för musikvideon till "Cheshire" publicerades den 28 och 29 november. EP:n gavs ut tillsammans med "Cheshire"-videon den 30 november.

## Mottagande
Gladys Yeo på NME hyllade Cheshire som "en mogen uppdatering till Itzys sound" och betygsatte albumet 3/5. Hon fann titelspårets "mörka, mer dämpade instrumentation" särskilt lockande och såg låttexten som ett steg ifrån gruppens tidigare musik, med en djärvare inställning till romantik. Yeo kritiserade dock den tidigare utgivna singeln "Boys Like You" och ansåg att den inte passade på albumet med dess "smärtsamt juvenila" låttext.

## Låtlista
| Nr           | Titel         | Text                                                                                 | Musik                                                                                   | Arrangemang                        | Längd |
| ------------ | ------------- | ------------------------------------------------------------------------------------ | --------------------------------------------------------------------------------------- | ---------------------------------- | ----- |
| 1.           | Cheshire      | Hwang Su-min (153/Joombas), Jeong Ha-ri (153/Joombas)                                | Timothy Tan, Ciara Muscat, Josefin Glenmark, Jar (153/Joombas), Justin Reinstein, Jjean | Timothy Tan, Justin Reinstein      | 3:02  |
| 2.           | Snowy         | Jang Jeong-won (Jam Factory)                                                         | Stian Nyhammer Olsen, Julia Bognar Finnseter, Paulos Solbø, Joshua Leung                | Stian Nyhammer Olsen, Joshua Leung | 2:53  |
| 3.           | Freaky        | Moon Seol-ri                                                                         | Jacob "Ontrackz" Andersson, Molly Rosenstrom                                            | Jacob "Ontrackz" Andersson         | 2:55  |
| 4.           | Boys Like You | Didrik Thott, Hayley Aitken, Sara Davis, Ellie Suh (153/Joombas), Lee Joo-hee (Mumw) | Didrik Thott, Sebastian Thott, Hayley Aitken                                            | Sebastian Thott                    | 3:43  |
| Total längd: | Total längd:  | Total längd:                                                                         | Total längd:                                                                            | Total längd:                       | 12:33 |

## Medverkande
Studio
- JYPE Studio – inspelning (alla spår), ljudmix (spår 1–3), digital redigering (alla spår)
- The Hub Studio A – inspelning (spår 4)
- Chapel Swing Studios – ljudmix (spår 4)
- Sterling Sound – mastering (spår 1, 4)
- 821 Sound Mastering – mastering (spår 2–3)
- Studio Nomad – digital redigering (spår 1)

Personal

- Itzy – sång (alla spår)
- Song Hee-jin (Solcire) – bakgrundssång (spår 1)
- E.so (Galactika) – bakgrundssång (spår 2)
- Jvde (Galactika) – bakgrundssång, sångcoach (spår 2)
- Sophia Pae – bakgrundssång, sångcoach (spår 3)
- Frankie Day (The Hub) – bakgrundssång, sångcoach (spår 4)
- Hwang Su-min (153/Joombas) – sångtext (spår 1)
- Jeong Ha-ri (153/Joombas) – sångtext (spår 1)
- Jang Jeong-won (Jam Factory) – sångtext (spår 2)
- Moon Seol-ri – sångtext (spår 3)
- Didrik Thott – sångtext, komposition (spår 4)
- Hayley Aitken – sångtext, komposition (spår 4)
- Sara Davis – sångtext (spår 4)
- Ellie Suh (153/Joombas) – sångtext (spår 4)
- Lee Joo-hee (Mumw) – sångtext (spår 4)
- Timothy Tan – komposition, arrangemang, synth, bass, piano/keyboards, trummor, producent (spår 1)
- Justin Reinstein – komposition, arrangemang, synth, producent (spår 1)
- Ciara Muscat – komposition (spår 1)
- Josefin Glenmark – komposition (spår 1)
- Jar (153/Joombas) – komposition (spår 1)
- Jjean – komposition (spår 1)
- Stian Nyhammer Olsen – komposition, arrangemang, datorprogrammering, keyboard, producent (spår 2)
- Joshua Leung – komposition, arrangemang, datorprogrammering, keyboard, producent (spår 2)
- Julia Bognar Finnseter – komposition (spår 2)
- Paulos Solbø – komposition (spår 2)
- Jacob "Ontrackz" Andersson – komposition, arrangemang, datorprogrammering, keyboard, producent (spår 3)
- Molly Rosenstrom – komposition (spår 3)
- Sebastian Thott – komposition, arrangemang, datorprogrammering, keyboard, producent (spår 4)
- Goo Hye-jin – inspelning (alla spår), digital redigering (spår 1, 3)
- Im Chan-mi – inspelning (spår 2), digital redigering (spår 4)
- Eom Sae-hee – inspelning (spår 4), digital redigering (spår 2)
- Lee Sang-yeop –  inspelning, digital redigering (spår 4)
- Brian U – inspelning, sångcoach (spår 4)
- Lee Tae-seop – ljudmix (spår 1)
- Im Hong-jin – ljudmix (spår 2–3)
- Tony Maserati – ljudmix (spår 4)
- David K. Younghyun – ljudmix (spår 4)
- Chris Gehringer – mastering (spår 1, 4)
- Kwon Nam-woo – mastering (spår 2–3)
- Choi – digital redigering (spår 1)
- Mr Cho (Solcire) – digital redigering (spår 1)
- Noday – sångcoach (spår 1)
- Friday (Galactika) – sångcoach (spår 2, 4)

## Listplaceringar
| Lista (2022–23)                     | Högsta placering |
| ----------------------------------- | ---------------- |
| Belgien (Ultratop Flandern)         | 67               |
| Japan (Oricon)                      | 10               |
| Japan Combined Albums (Oricon)      | 13               |
| Japan Hot Albums (Billboard Japan)  | 39               |
| Kroatien International Albums (HDU) | 2                |
| Sydkorea (Circle)                   | 1                |
| Ungern (Mahasz)                     | 11               |
| USA (Billboard 200)                 | 25               |
| USA World Albums (Billboard)        | 2                |